# SBS 8000
SBS 8000 је професионални рачунар, производ фирме SBS који је почео да се израђује у Јапану током 1979. године.
Користио је Zilog Z80 A као централни микропроцесор а РАМ меморија рачунара SBS 8000 је имала капацитет од 16, 32 или 64 kb. 
Као оперативни систем кориштен је CP/M.

## Детаљни подаци
Детаљнији подаци о рачунару  8000 су дати у табели испод.
|                       |                                                                                       |
| 8000                  |                                                                                       |
| Произвођач            |                                                                                       |
| Тип                   | професионални рачунар                                                                 |
| Меморија              | 16, 32 или 64                                                                         |
| Поријекло             | Јапан                                                                                 |
| Година                | 1979                                                                                  |
| Тастатура             | тастатура са пуним помаком тастера са нумеричком тастатуром. 8 програмибилних тастера |
| Процесор              |                                                                                       |
| Фреквенција процесора | непознато                                                                             |
| RAM                   | 16, 32 или 64                                                                         |
| ROM                   | 24 (Бејсик 16k + оперативни систем)                                                   |
| Текст                 | 64 x 16, 80 x 24                                                                      |
| Графика               | 128 x 96                                                                              |
| Боја                  | монохром                                                                              |
| Звук                  | непознато                                                                             |
| Димензије             | непознато                                                                             |
| Портови               |                                                                                       |
| Оперативни систем     |                                                                                       |